# Palicourea obtusata
Palicourea obtusata är en måreväxtart som beskrevs av Kurt Krause. Palicourea obtusata ingår i släktet Palicourea och familjen måreväxter. Inga underarter finns listade i Catalogue of Life.